# Billfish (U-Boot, 1943)
Die USS Billfish (SS-286) war ein U-Boot der United States Navy. Es gehörte zur Balao-Klasse.
Die USS Billfish war benannt nach einer Art der Speerfische und folgte hiermit dem Schema der Benennung von U-Booten nach Fischen, wie es in der US Navy üblich war. Das U-Boot wurde am 23. Juli 1942 bei der Portsmouth Naval Shipyard in Kittery, Maine auf Kiel gelegt. Der Stapellauf fand am 12. November 1942 statt. Getauft wurde das Schiff von der Witwe eines Marineoffiziers. In Dienst gestellt wurde die USS Billfish am 20. April 1943. Erster Kommandant war Lieutenant Commander Frederic C. Lucas Jr.
Die Billfish nahm aktiv am Krieg gegen Japan teil. Insgesamt fuhr sie acht Einsätze, alle im Pazifik. Trotz vieler Angriffe auf gegnerische Schiffe, konnten selbst nach dem Krieg lediglich drei Versenkungen bestätigt werden. Für ihre Feindfahrten im Zweiten Weltkrieg erhielt das Boot sieben Battle Stars.

## Technik und Bewaffnung
Die Billfish war ein diesel-elektrisches Patrouillen-U-Boot der Balao-Klasse. Die Balao-Klasse wurde gegenüber der Gato-Klasse nur geringfügig verbessert und war für lange offensive Patrouillenfahrten im Pazifik ausgelegt. Insbesondere die Tauchtiefe wurde, basierend auf den Erfahrungen während des Krieges gegen Japan, vergrößert und der Innenraum verbessert. Äußerlich und in ihren Dimensionen glichen sich die Boote beider Klassen weitgehend.

### Technik
Die Billfish war 95 Meter lang und 8,3 Meter breit, der Tiefgang betrug voll ausgerüstet bis zu 5,1 Meter. Aufgetaucht verdrängte sie 1526 ts, getaucht 2424 ts. Der Antrieb erfolgte durch vier 16-Zylinder-Dieselmotoren von General Motors, Modell 16-278A, die je 1350 PS lieferten. Unter Wasser wurde das U-Boot durch vier Elektromotoren mit insgesamt 2740 PS angetrieben, die ihre Energie aus zwei 126-zelligen Akkumulatoren bezogen. Die Motoren gaben ihre Leistung über ein Getriebe an zwei Wellen mit je einer Schraube ab. Die Geschwindigkeit betrug aufgetaucht maximal 20,25 Knoten, getaucht schaffte die Billfish noch 8,75 Knoten. Die mögliche Tauchzeit betrug 48 Stunden, die höchste Tauchtiefe lag bei 120 Metern. In den Treibstofftanks konnten 440 Kubikmeter Treibstoff gebunkert werden, damit hatte das Boot eine Reichweite von 11.000 Seemeilen bei 10 Knoten.

### Bewaffnung
Die Hauptbewaffnung bestand aus zehn 533-mm-Torpedorohren, sechs im Bug, vier achtern, für die sich 24 Torpedos an Bord befanden. Vor dem Turm war ein 4-Zoll-Deckgeschütz angebracht. Auf dem Wintergarten waren ein leichtes 7,62-mm-M1919-Maschinengewehr und zwei 20-mm-Maschinenkanonen zur Flugabwehr untergebracht. Zur Ortung feindlicher Schiffe verfügte die Billfish über ein JK/QC- und ein QB-Sonar unter dem Bug, an Deck waren JP-Hydrophone installiert. Am ausfahrbaren Elektronikmast war ein SD-Radar mit 20 Seemeilen Aufklärungsreichweite zur Ortung feindlicher Flugzeuge angebracht, zusätzlich verfügte das U-Boot über ein SJ-Oberflächensuchradar mit etwa 12 Seemeilen Reichweite. Im getauchten Zustand konnte über das am Periskop angebrachte ST-Radar mit 8 Seemeilen Reichweite ebenfalls eine Ortung feindlicher Schiffe erfolgen.

## Geschichte
Am 12. November 1942 lief die Billfish vom Stapel. Zuvor wurde sie von der Witwe eines gefallenen Offiziers der US Navy, Mrs. Zelda L. Parks, getauft. Die anschließenden Monate verbrachte das Boot noch auf dem Ausrüstungskai der Bauwerft und mit der Seeerprobung vor der Ostküste der Vereinigten Staaten.

### Zweiter Weltkrieg
Zwischen dem 12. August 1943 und dem 27. August 1945 fuhr die USS Billfish von ihrem Heimathafen Pearl Harbor aus acht Kriegseinsätze. Dabei wurde sie mit insgesamt sieben Battle Stars ausgezeichnet. Bei ihren Einsätzen versenkte sie drei Frachtschiffe mit zusammen 4.074 ts sowie fünf kleine Fahrzeuge, darunter ein 40 ts Transportboot mit Dieselantrieb. Die moderaten Erfolge gegen den japanischen Schiffsverkehr lassen sich teilweise mit ihren Einsätzen als Rettungsschiff für abgestürzte Flugzeugbesatzungen vor der Küste Japans in den letzten Einsätzen erklären. Mehrfach konnte zudem der Erfolg von Angriffen aufgrund der Gegenangriffe von Geleitschiffen nicht festgestellt werden.

#### Erste Einsatzfahrt (12. August 1943 – 10. Oktober 1943)

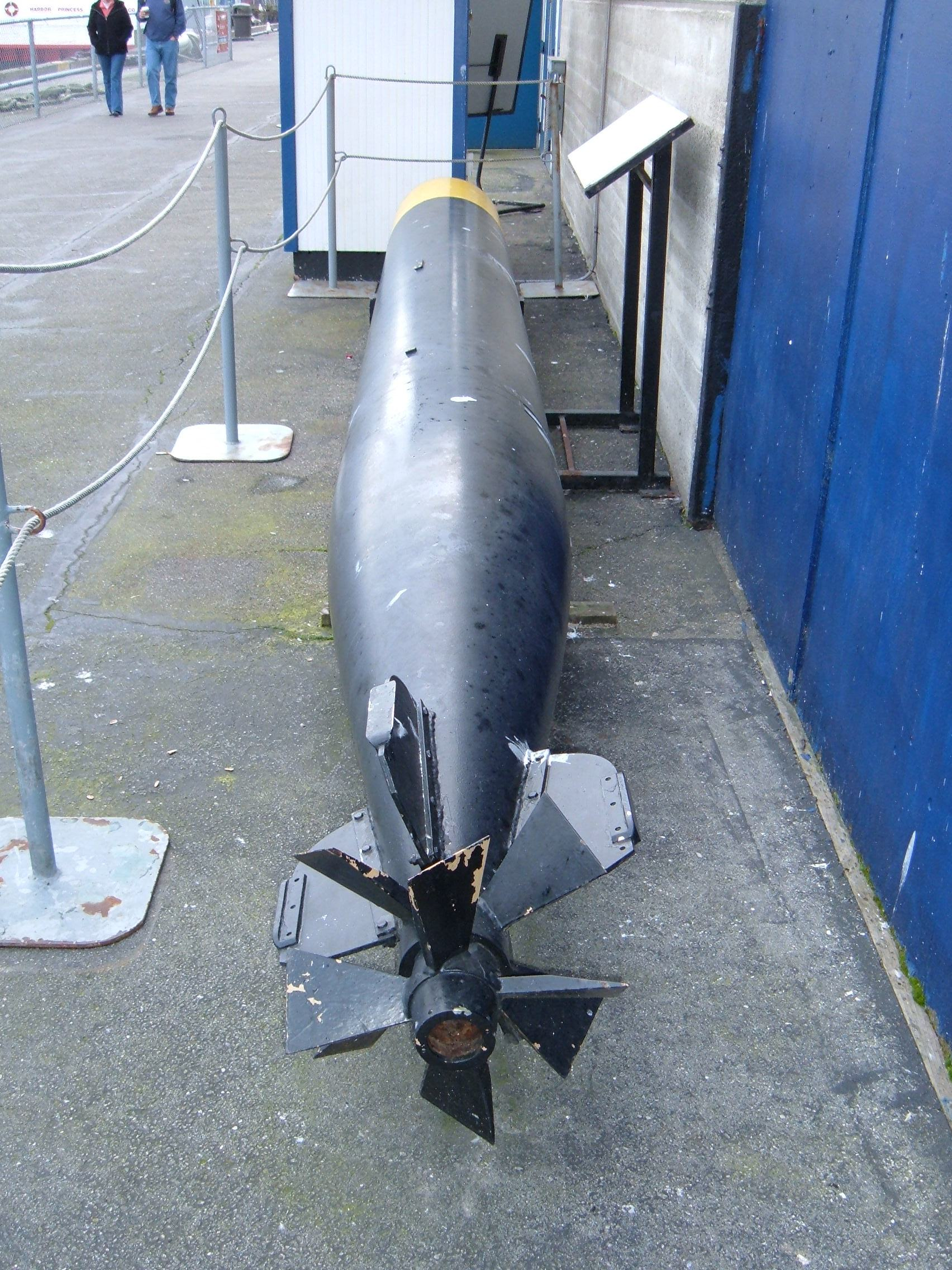
Amerikanischer Mark XIV Torpedo, wie ihn die Billfish gegen japanische Schiffe einsetzte.

Zu ihrer ersten Patrouille in japanisch kontrollierte Gewässer Niederländisch-Indiens brach die Billfish am 12. August 1943 von Brisbane, Australien, aus auf. Ihren ersten Feindkontakt hatte sie am 29. August in der Balabacstraße. Kurz nach Mitternacht wurde ein Tanker geortet und ein Angriffsversuch gestartet. Die Billfish kam jedoch nicht zum Schuss. Ihren ersten scharfen Schuss feuerte das Boot am Nachmittag des gleichen Tages ab. Es wurden vier Torpedos auf ein Schiff gefeuert, welches man für den in der Nacht entwischten Tanker hielt. Kein Torpedo traf und das Schiff stellte sich als leichtes Kriegsschiff heraus, welches die Billfish nicht weiter angriff.
Am 8. September kam es zum nächsten Waffeneinsatz. Auf einen aus fünf Schiffen bestehenden Konvoi, der vor Französisch-Indochina entlang der Küste fuhr, feuerte die Billfish eine Salve von vier Torpedos ab, um anschließend sofort abzutauchen. Es konnte eine Explosion gehört werden, jedoch war ein Auftauchen aufgrund der Gegenmaßnahmen der Japaner nicht möglich. Eine Feststellung des Schadens am Ziel konnte nicht unternommen und eine Zerstörung oder Versenkung des Schiffes nicht bestätigt werden.
Am 25. September sichtete die Billfish einen weiteren Konvoi, den sie selbst nicht angreifen konnte. Sie meldete den Konvoi aber dem Schwesterschiff Bowfin, welches einen erfolgreichen Angriff unternahm und eines der Schiffe versenken konnte.
Am 10. Oktober 1943 beendete die Billfish ihren ersten Einsatz und lief in Fremantle ein.

#### Zweite Einsatzfahrt (1. November 1943 – 24. Dezember 1943)
Ihre zweite Einsatzfahrt, beginnend am 1. November 1943, führte die Billfish zunächst in die Javasee und von dort weiter nach Norden in die Straße von Makassar. Dort griff am 13. November ein japanischer Zerstörer das Boot an und beschädigte es durch Wasserbomben erheblich. Die Billfish sackte auf etwa 200 m Tiefe, womit sie ihre Konstruktionstauchtiefe von 120 m deutlich überschritt. Nachdem der Kommandant und weitere Offiziere ausgefallen waren, verdankte das Boot dem zwischenzeitlich das Kommando führenden Bordingenieur Charles Rush seine Rettung. Erst nach 16 Stunden beendete der Zerstörer seine Attacken auf das Boot, nachdem etwa 60 Wasserbomben auf die Billfish geworfen wurden. Durch die Beschädigung kam es zu Wassereinbrüchen. Außerdem waren drei der vier Dieselmaschinen ausgefallen. Eine davon riss aus ihrer Verankerung und musste zunächst mühevoll in ihre ursprüngliche Position gehievt werden. Dies gelang unter Führung des Chief Electrics Mate John Rendernick. Die Situation, in der beide das Boot vor dem Untergang bewahrten, war deswegen so bedrohlich, weil es zu Sauerstoffmangel, Anreicherung der Atemluft mit Kohlendioxid und Belastung mit giftigen Gasen kam, wodurch auch ein Teil der Besatzung, darunter die Offiziere auf der Kommandobrücke, zeitweilig außer Gefecht gesetzt wurde. Für ihren Einsatz erhielten beide erst nach über fünf Jahrzehnten eine Anerkennung. Rush erhielt 2002 das Navy Cross. Dem 2002 verstorbenen Rendernick wurde posthum der Silver Star verliehen.
Nach behelfsmäßiger Reparatur der Schäden setzte die Billfish den Einsatz fort. Am 28. November sichtete und meldete sie einen Konvoi, den sie gemeinsam mit dem Schwesterschiff USS Bowfin angriff. Letztere versenkte zunächst mit vier Torpedotreffern den 2.886 ts Tanker Tonan Maru. Anschließend versenkte diese noch das 5425 ts Passagierschiff Sydney Maru, bevor Billfish einen Angriff starten konnte und vier Torpedos auf ein japanisches Schiff abfeuerte. Erneut konnte das Boot Explosionen wahrnehmen, ohne dass die Beschädigung oder der Untergang des Ziels bestätigt werden konnte.

#### Dritte Einsatzfahrt (19. Januar 1944 – 24. März 1944)
Von Fremantle aus stach Billfish am 19. Januar 1944 erneut in See. Einsatzgebiet war überwiegend das Südchinesische Meer. Dort erzielte sie unter dem neuen Kommandanten Lieutenant Commander Vernon C. Turner im einzigen Gefecht dieses Einsatzes gegen zwei leicht bewaffnete japanische Kutter einen Erfolg. Beide Schiffe wurden erheblich beschädigt. Mehrere leichte Treffer des Gegners führten zu keiner ernstzunehmenden Beschädigung des U-Bootes.
Die Fahrt verlief im Übrigen ereignislos.

#### Vierte Einsatzfahrt (18. April 1944 – 13. Juni 1944)
Am 18. April 1944 begann der nächste Einsatz der Billfish, der sie zu den Marianen und Karolinen führte. Ein Angriffsversuch am 2. Mai auf ein durch zwei Bewacher eskortiertes Schiff musste nach deren Kursänderung ergebnislos abgebrochen werden. Etwas erfolgreicher verlief ein Unterwasserangriff auf vier Truppentransporter in Begleitung von vier Geleitfahrzeuge am 21. Mai. Vier der sechs abgefeuerten Torpedos trafen ihre Ziele, wobei die Mannschaft den Untergang eines Schiffes für sich beanspruchte. Der Untergang konnte jedoch nicht beobachtet werden, da die Japaner das U-Boot umgehend unter Wasser zwangen und drei Stunden lang mit Wasserbomben angriffen. Die Versenkung konnte auch nach Kriegsende nicht durch japanische Quellen bestätigt werden.
Tags darauf sichtete die Billfish das japanische U-Boot I-43 und verfolgte es sechs Stunden lang, bis es in Angriffsposition kam und vier Torpedos abfeuerte. Keiner davon traf und das japanische Boot verschwand in der Tiefe. Wenige Tage später sichtete man erneut ein feindliches U-Boot, verfolgte es zeitweilig, konnte aber keinen Torpedo abfeuern. In den folgenden Tagen griffen wiederholt japanische Flugzeuge die Billfish an, bevor diese am 5. Juni ihren Einsatz abbrach und am 13. Juni in Pearl Harbor einlief.

#### Fünfte Einsatzfahrt (9. Juli 1944 – 13. September 1944)
Nachdem das Schiff in Pearl Harbor gründlich überholt und einige neue Besatzungsmitglieder in Übungsfahrten vor Hawaii auf den nächsten Einsatz vorbereitet wurden, verließ die Billfish am 9. Juli Pearl Harbor zur fünften Feindfahrt. Dabei operierte die Billfish gemeinsam mit USS Sailfish und USS Greenling in einem so genannten Wolfpack. Hierbei operierten die drei amerikanischen Boote, anders als von den Deutschen Wolfsrudel im Atlantik praktiziert, während der gesamten Einsatzfahrt gemeinsam. Der Kommandeur des Wolfpacks, Commander Stanley Moseley, schiffte auf USS Billfish ein. Nach ihm wurde die Gruppe Moseley's Maulers benannt.
Die Billfish griff nach Anfahrt und längerer Suche im Einsatzgebiet zwischen den Philippinen und der Insel Hainan am 7. August 1944 erfolglos ein japanisches Frachtschiff an.
Am 8. August passierte man ein Seegebiet, in dem vermutlich am Vortag ein japanischer Truppentransporter gesunken sein musste. Zahlreiche tote japanische Seeleute und Marineinfanteristen trieben auf dem Wasser.
Am 11. August machte die Billfish einen japanischen Verband aus einem Kreuzer und drei Zerstörern aus, konnte jedoch aufgrund schwerer See nicht angreifen. Allerdings konnte die über Funk informierte Sailfish einen Zerstörer versenken.
Weitere japanische Schiffe wurden am 22. August vor Okinawa mit Kurs auf den Hafen Naha gesichtet, konnten aber nicht bekämpft werden. Außer einem feindlichen Fliegerangriff blieb die Fahrt ereignislos. Das Boot beendete den Einsatz am 13. September, als es im Hafen von Majuro auf den Marshallinseln einlief, wo ein neuer U-Boot-Stützpunkt entstanden war.

#### Sechste Einsatzfahrt (6. Oktober 1944 – 27. November 1944)
Der sechste Kampfeinsatz der Billfish begann am 6. Oktober 1944 und führte das Boot zunächst in Gewässer vor den Bonin-Inseln, nach etwa einer Woche dann weiter in Richtung Japan. Eine der Aufgaben auf dieser Fahrt war der Dienst als Rettungsschiff für abgestürzte amerikanische Flieger vor Kyushu.  Zur Zeit der Patrouillenfahrt begann die Rückeroberung der Philippinen durch die Alliierten. Auf ihrem Weg nach Norden in Richtung der japanischen Hauptinseln begegnete die Billfish drei japanischen Kriegsschiffen, welche sie nicht angreifen konnte. Alle drei wurden aber kurze Zeit später auf dem Weg zu den Philippinen von anderen U-Booten versenkt.
In den späten Abendstunden des 30. und 31. Oktobers wurden jeweils japanische U-Jagd-Kommandos gesichtet, aber nicht angegriffen. Kurze Zeit später, am 3. November sichtete die Billfish einen aus 10 mittleren Frachtern bestehenden, südlichen Kurs steuernden Konvoi. Ein Angriff war nicht möglich. Tags darauf konnte ein Einzelfahrer ohne Geleit attackiert werden. Die Torpedos verfehlten jedoch alle das Ziel. Am 7. November wurde ein weiterer Konvoi, bestehend aus sechs Frachtern und zehn Geleitschiffen gesichtet und nach stundenlanger Verfolgung in einem nächtlichen, radarunterstützten Überwasserangriff mit sieben Torpedos beschossen. Sechs Torpedos trafen. Ein Schiff wurde von drei, eines von zwei Torpedos getroffen, ein weiteres erhielt einen Treffer. Die Geleitschiffe begannen umgehend mit Gegenmaßnahmen. Um nicht in Gefahr zu geraten, zog sich das U-Boot zurück. Wieder einmal konnten lediglich gesicherte Treffer, jedoch keine Versenkung verbucht werden. Zumindest aber wurden drei Schiffe beschädigt.
Am 13. November konnte die Billfish im Artilleriegefecht einen motorisierten Saipan von 40 ts durch Artilleriebeschuss versenken. Anschließend nahm man Kurs auf Midway und von dort aus zum Heimathafen Pearl Harbor auf Hawaii. Nach kurzem Aufenthalt beorderte man das Boot weiter nach San Francisco, um es dort auf einer Werft von Grund auf zu überholen. Der Werftaufenthalt wurde auch genutzt, um das 10,2-cm-Bordgeschütz mit 50 Kalibern Länge durch ein 12,7-cm-Geschütz mit lediglich 25 Kalibern Rohrlänge (1,25 m) zu ersetzen.

#### Siebte Einsatzfahrt (24. April 1945 – 17. Juni 1945)

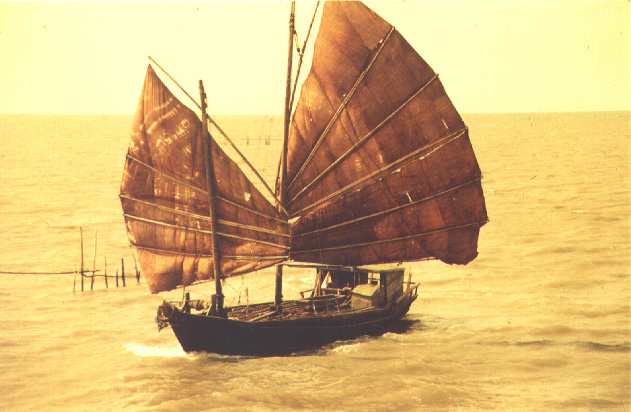
Sampan – mehrere dieser kleinen Segelschiffe versenkte die Billfish 1945

Unter dem Befehl des neuen Kommandanten Lieutenant Commander L.C. Farley, Jr., vormals Erster Offizier an Bord, stach Billfish am 24. April 1945 erneut von Pearl Harbor aus in See. Dort hatte die teilweise erneuerte Mannschaft zuvor einige Wochen trainiert. Ziel war die Insel Saipan. Nördlich Saipans bezog sie für eine Woche Stellung als Rettungsschiff für abgestürzte Flugzeugbesatzungen.
Am 26. May versenkte die Billfish den Frachter Kotobuki Maru #7 (991 ts) südwestlich von Kyushu, wo sie einige Tage patrouillierte. Dies war die erste bestätigte Versenkung eines Frachters durch die USS Billfish.
Am 4. Juni versenkte die Billfish den Frachter Taiu Maru (2.220 ts) im Gelben Meer. Ebendort wurden im Verlaufe des gleichen Tages noch vier Sampane mittels Artilleriebeschuss versenkt. Dabei wurde durch MG-Feuer der japanischen Schiffe ein Besatzungsmitglied des Bootes getötet, ein weiteres verletzt. Der Einsatz wurde daraufhin beendet und Kurs auf Midway gesetzt. Auf dem Weg dorthin, wurde das Boot von einem japanischen U-Boot angegriffen. Ein Torpedo traf die Billfish, wie sich später im Hafen herausstellte. Allerdings explodierte er nicht. Der Torpedokopf steckte noch in der Hülle des Bootes, als die Fahrt am 17. Juni in Midway endete.

#### Achte Einsatzfahrt (12. Juli 1945 – 27. August 1945)
Zu ihrem letzten Kriegseinsatz stach die USS Billfish am 12. Juli 1945 von Midway aus mit Ziel Japan in See. In den Gewässern vor Japan versenkte sie am 5. August den Frachter Kori Maru (1.091 ts). Am 7. August wurde ein weiterer, kleinerer Frachter durch Torpedoschuss versenkt. Wieder konnte dies durch japanische Quellen nach Kriegsende nicht bestätigt werden. Am 8. August wurde ein Fischerboot versehentlich das letzte Opfer der Billfish. Das Boot wurde unabsichtlich gerammt und dadurch versenkt. Die letzten Kriegstage fungierte das Boot erneut als Rettungsschiff für abgestürzte Flugzeugbesatzungen. Nach der Kapitulation Japans traf das Boot am 27. August in Pearl Harbor ein.

### Nachkriegszeit und Kalter Krieg
Im Herbst 1946 wurde die Billfish aus dem aktiven Dienst genommen und der Reserveflotte überstellt. Sie blieb bis 1968 in Reserve. Seit 1960 diente sie in New London als Ausbildungsschiff für das Training von Reservisten. In See stach sie dabei nicht mehr. 1962 wurde sie umklassifiziert zum Ausbildungs-U-Boot (AGSS-286). In dieser Rolle verblieb sie bis zur Streichung aus dem Flottenregister am 1. November 1968.
im Frühjahr 1971 wurde das Boot an ein Abbruchunternehmen zum Verschrotten verkauft und anschließend abgewrackt.